# بالاتیره
بالاتیره یا بالاخانواده (به انگلیسی: Superfamily) یک گروه آرایه‌شناختی است که جانداران موجود در رتبه پایین‌تر از راسته یا زیرمجموعه‌های یک راسته را در برمی‌گیرد. بالاتیره معمولاً شامل یک یا چند تیره می‌شود. نام بالاتیره‌ها در فرمانرو جانوران به پسوند oidea (وئید) ختم می‌شود. برای مثال بالاتیره Hominoidea (هومینوئید) که خود از دو تیرهٔ گیبون‌ها و کپی‌های بزرگ تشکیل شده است. در فارسی، برای بالاتیره، پسوند «واران» به کار می‌رود.